# Amuzgo de San Pedro Amuzgos (jezik)
Amuzgo de San Pedro Amuzgos jezik (oaksački amuzgo; oaxaca amuzgo, san pedro amuzgos amuzgo; ISO 639-3: azg), jedan od tri jezika porodice amuzgo kojim govori 4 000 Amuzgo Indijanaca (1990) na jugozapadu meksičke države Oaxaca. Glavno središte mu je u San Pedro Amuzgu, distrikt Putla.

## Vanjske poveznice
- Ethnologue (14th)
- Ethnologue (15th)